# Azteca, Mexiko
Azteca är en ort i Mexiko.   Den ligger i kommunen Cacahoatán och delstaten Chiapas, i den sydöstra delen av landet, 900 km sydost om huvudstaden Mexico City. Azteca ligger 1 401 meter över havet och antalet invånare är 279.
Terrängen runt Azteca är bergig åt nordost, men åt sydväst är den kuperad. Runt Azteca är det ganska tätbefolkat, med 179 invånare per kvadratkilometer. Närmaste större samhälle är Cacahoatán, 13,7 km söder om Azteca. I omgivningarna runt Azteca växer i huvudsak städsegrön lövskog.